# Sonny Bill Williams
Sonny Bill Williams (* 3. August 1985 in Auckland, Neuseeland) ist ein ehemaliger neuseeländischer Rugbyspieler und Boxer. Er verzeichnete sowohl im Rugby Union als auch im Rugby League große Erfolge.

## Rugbykarriere
Seine Profikarriere begann Williams 2004 im Rugby League für die CB Bulldogs in der australischen National Rugby League. Weiterhin spielte er ebenfalls seit 2004 für die neuseeländische Rugby-League-Nationalmannschaft. Anschließend wechselte er ins Rugby Union und spielte zwischen 2008 und 2010 für den RC Toulon in der französischen Top 14.
2010 kehrte Williams in seine Heimat Neuseeland zurück und spielte zunächst für die Canterbury RFU im ITM Cup. Im Jahr darauf wechselte er zu den Crusaders ins Super Rugby und wurde zugleich mit der neuseeländischen Rugby-Union-Nationalmannschaft, für die er erstmals im Jahr davor nominiert worden war, im eigenen Land Weltmeister. Kurz darauf kam er bei den Chiefs, ebenfalls im Super Rugby, unter Vertrag und spielte im Anschluss bis 2013 für die Panasonic Wild Knights in der japanischen Top League.
Im gleichen Jahr kehrte Williams kurzzeitig ins Rugby League zurück und spielte bis 2014 für die Sydney Roosters in der National Rugby League. Noch im selben Jahr wurde er bei der Counties Manukau RU in die Mannschaft aufgenommen und spielte erneut im ITM Cup. 2015 wurde er in England mit der neuseeländischen Rugby-Union-Nationalmannschaft zum zweiten Mal Weltmeister.
Sonny Bill Williams nahm mit der Neuseeländischen Siebener-Rugby-Nationalmannschaft an den Olympischen Spielen 2016 teil. Im ersten Spiel gegen Japan erlitt er eine Verletzung an der Achillessehne.
Sein Vater stammt aus Samoa, seine Mutter aus Neuseeland. Im Jahr 2008 konvertierte er zum Islam. Seine Schwester Niall Williams ist eine neuseeländische Siebener-Rugbynationalspielerin.
Am 11. März 2021 erklärte Sonny Bill Williams seinen Rückzug vom Rugbysport und seine Rückkehr in den Boxsport.

## Boxkarriere
Bereits 2009 begann er damit, als Profiboxer im Schwergewicht zu kämpfen. Von seinen bisher zehn Kämpfen gewann er neun, vier davon durch Knockout.
| Datum         | Ort                                             | Gegner           | Ergebnis für Williams             |
| ------------- | ----------------------------------------------- | ---------------- | --------------------------------- |
| 27. Mai 2009  | Entertainment Centre, Brisbane                  | Gary Gur         | Sieg / TKO 2. Runde               |
| 30. Juni 2009 | Entertainment Centre, Brisbane                  | Ryan Hogan       | Sieg / TKO 1. Runde               |
| 29. Jan. 2011 | Convention and Exhibition Centre, Gold Coast    | Scott Lewis      | Punktsieg(einstimmig) / 6 Runden  |
| 5. Mai 2011   | The Trusts Arena, Auckland                      | Alipate Liava'a  | Punktsieg(einstimmig) / 6 Runden  |
| 8. Feb. 2012  | Globox Arena, Hamilton                          | Clarence Tillman | Sieg / TKO 1. Runde               |
| 8. Feb. 2013  | Entertainment Centre, Brisbane                  | Francois Botha   | Punktsieg(einstimmig) / 10 Runden |
| 31. Jan. 2015 | Qudos Bank Arena, Sydney                        | Chauncy Welliver | Punktsieg(einstimmig) / 8 Runden  |
| 26. Juni 2021 | Entertainment and Convention Centre, Townsville | Waikato Falefehi | Punktsieg(einstimmig) / 6 Runden  |
| 23. März 2022 | International Convention Centre, Sydney         | Barry Hall       | Sieg / TKO 1. Runde               |
| 5. Nov. 2022  | International Convention Centre, Sydney         | Mark Hunt        | Niederlage / TKO 4. Runde         |